# Kaspar von Silenen

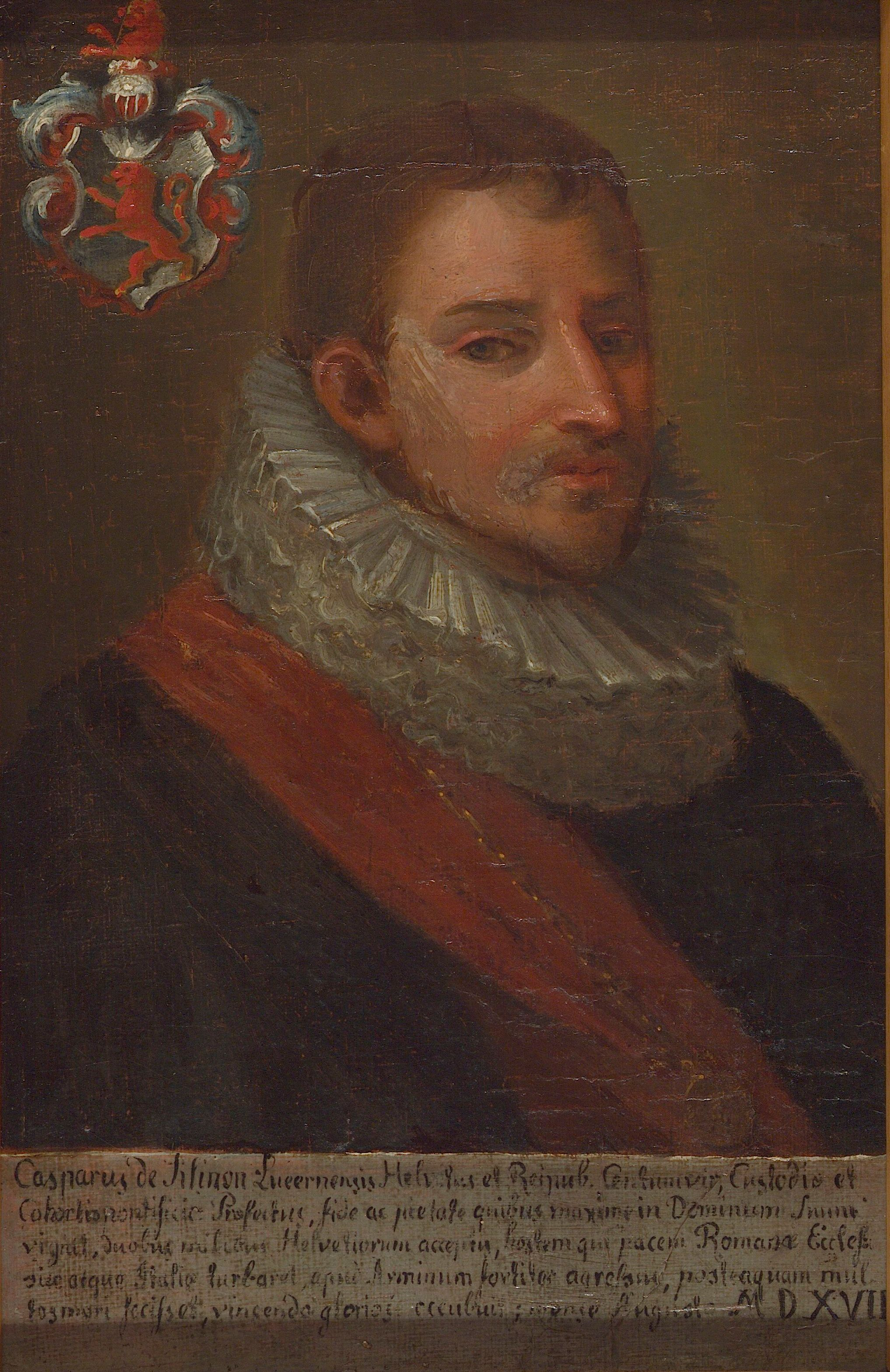
Porträt von Kaspar von Silinon

Kaspar von Silenen (* um 1467 im Kanton Uri; † 5. August 1517 in Rimini) war von 1506 bis 1517 der erste Kommandant der päpstlichen Schweizergarde (lateinisch Praefectus Helveticae Custodiae et Corporis Domini Nostri Papae).

## Leben
Kaspar von Silenen war der Sohn von Albin von Silenen und somit Neffe von Bischof Jost von Silenen.
1505 beantragte Papst Julius II. bei der Tagsatzung, der Versammlung von Abgesandten der Schweizerischen Eidgenossenschaft, ein Kontingent von Schweizer Reisläufern zum Schutze des Vatikans. Der Schweizer Kleriker Buonaser Peter von Hertenstein vermittelte und die Augsburger Jakob und Ulrich Fugger bezahlten die ersten 150 Gardisten.
Am 22. Januar 1506 zog Hauptmanns Kaspar von Silenen mit Peter von Hertenstein und 150 Reisläufern in Rom ein und sie empfingen den Segen des Papstes. Der Tag gilt als Gründungstag der ersten Päpstlichen Schweizergarde. Ihre Aufgabe war es, dem Papst als Leib- und Palastwache zu dienen.